# Rodezeebarbeel
De rodezeebarbeel (Parupeneus forsskali) is een straalvinnige vissensoort uit de familie van de zeebarbelen (Mullidae). De wetenschappelijke naam van de soort is voor het eerst geldig gepubliceerd in 1976 door Fourmanoir & Guézé.